# Jixi

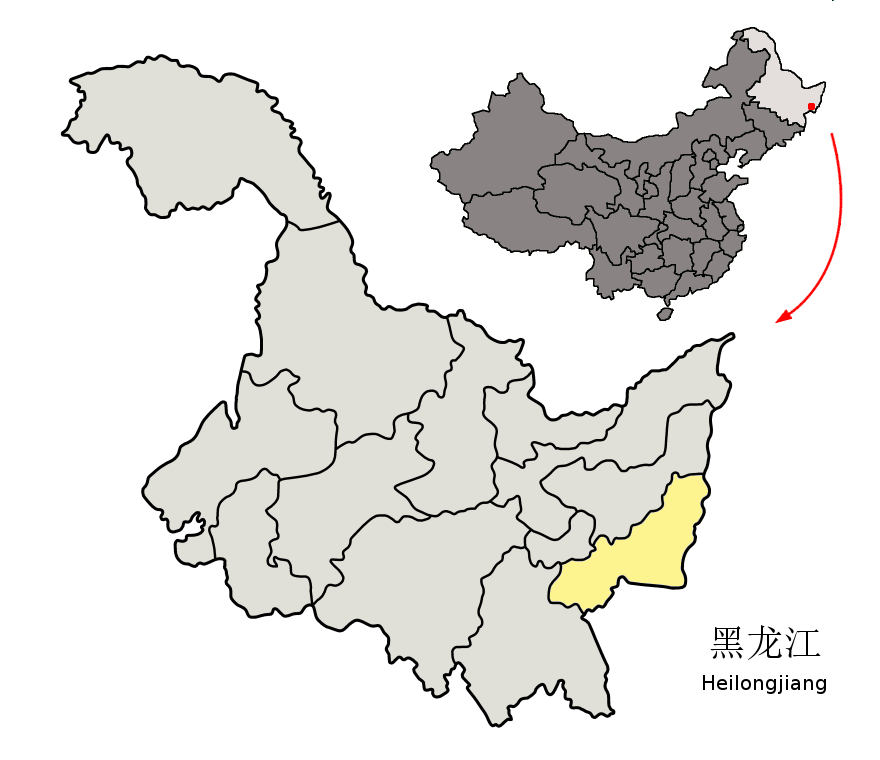
Lage Jixis in Heilongjiang

Jixi (chinesisch 鸡西市, Pinyin Jīxī Shì) ist eine bezirksfreie Stadt im Osten der chinesischen Provinz Heilongjiang, der nördlichsten Provinz Nordostchinas.

## Geographie
Die Großstadt Jixi liegt am Muling He. Ihr Zentrum befindet sich etwa 100 km westlich des etwa 4.400 km² großen Chankasees, der sich auf der Grenze von China und Russland befindet.

### Administrative Gliederung
Jixi hat eine Gesamtfläche von 24.841 km² und 1.502.060 Einwohner (Stand: Zensus 2020). Als bezirksfreie Stadt setzt sich Jixi auf Kreisebene aus sechs Stadtbezirken, zwei kreisfreien Städten und einem Kreis zusammen:
| Gliederung               |            |            |                                        |
| 1) Stadtbezirk Jiguan    | (鸡冠区)   | 147 km²    |                                        |
| 2) Stadtbezirk Hengshan  | (恒山区)   | 548 km²    |                                        |
| 3) Stadtbezirk Didao     | (滴道区)   | 501 km²    |                                        |
| 4) Stadtbezirk Lishu     | (梨树区)   | 409 km²    |                                        |
| 5) Stadtbezirk Chengzihe | (城子河区) | 179 km²    |                                        |
| 6) Stadtbezirk Mashan    | (麻山区)   | 416 km²    |                                        |
| 7) Stadt Hulin           | (虎林市)   | 11.730 km² |                                        |
| 8) Stadt Mishan          | (密山市)   | 7.572 km²  |                                        |
| 9) Kreis Jidong          | (鸡东县)   | 3.340 km²  | Hauptort: Großgemeinde Jidong (鸡东镇) |

### Ethnische Gliederung der Bevölkerung von Jixi (2000)
Beim Zensus 2000 wurden 1.946.057 Einwohner gezählt (Bevölkerungsdichte 84,46 Einw./km²).
| Name des Volkes | Einwohner | Anteil  |
| --------------- | --------- | ------- |
| Han             | 1.852.345 | 95,19 % |
| Koreaner        | 50.580    | 2,6 %   |
| Mandschu        | 33.512    | 1,7 %   |
| Mongolen        | 4.184     | 0,22 %  |
| Hui             | 3.270     | 0,17 %  |
| Miao            | 408       | 0,02 %  |
| Xibe            | 356       | 0,02 %  |
| Zhuang          | 308       | 0,02 %  |
| Tujia           | 229       | 0,01 %  |
| Sonstige        | 865       | 0,05 %  |